# Saint-Simon (Aisne)
 Saint-Simon  es una población y comuna francesa, en la región de Picardía, departamento de Aisne, en el distrito de Saint-Quentin. Es el chef-lieu del cantón de Saint-Simon.

## Demografía
| 606 | 564 | 530 | 600 | 687 | 651 |
| Para los censos de 1962 a 1999 la población legal corresponde a la población sin duplicidades (Fuente: INSEE [Consultar]) |     |     |     |     |     |